# Виноградець
Винограде́ць (болг. Виноградец) — село в Пазарджицькій області Болгарії. Входить до складу общини Септемврі.

## Населення
За даними перепису населення 2011 року у селі проживала 1481 особа.
Національний склад населення села:
| Національність   | Кількість осіб | Відсоток |
| ---------------- | -------------- | -------- |
| болгари          | 1127           | 78,4%    |
| цигани           | 303            | 21,1%    |
| не визначились   | 4              | 0,3%     |
| Всього відповіли | 1437           |          |

Розподіл населення за віком у 2011 році:
Динаміка населення: